# Гуті
Хосе́ Марі́я Гутьє́ррес Ерна́ндес, більш відомий як Гу́ті, (ісп. José María Gutiérrez Hernández, нар. 31 жовтня 1976, Мадрид) — колишній іспанський футболіст, півзахисник.

## Клубна кар'єра
Народився 31 жовтня 1976 року в місті Мадрид. Вихованець футбольної школи клубу «Реал Мадрид».
У дорослому футболі дебютував 1994 року виступами за третю команду королівського клубу, в якій провів один сезон, взявши участь у 12 матчах чемпіонату.
Протягом 1995–1996 років захищав кольори другої команди «Реала» — «Реал Мадрид Кастілья».
Своєю грою за другу команду привернув увагу представників тренерського штабу головної команди клубу «Реал Мадрид», до складу якої почав потрапляти 1996 року. Відіграв за королівський клуб чотирнадцять сезонів своєї ігрової кар'єри. Більшість часу, проведеного у складі мадридського «Реала», був основним гравцем команди. За цей час п'ять разів виборював титул чемпіона Іспанії, ставав володарем Суперкубка Іспанії з футболу (чотири рази), переможцем Ліги чемпіонів УЄФА (тричі), володарем Міжконтинентального кубка (двічі), володарем Суперкубка УЄФА.
2010 року досвідчений гравець перейшов до турецького «Бешикташа», за команду якого відіграв трохи більше одного сезону. В листопаді 2011 року 35-річний півзахисник отримав статус вільного агента.

## Виступи за збірну
1999 року дебютував в офіційних матчах у складі національної збірної Іспанії. Протягом кар'єри у національній команді, яка тривала 7 років, провів у формі головної команди країни лише 15 матчів, забивши 3 голи. Не залучався до складу збірної на жодному з великих міжнародних турнірів, участь у яких брала іспанська команда.

## Титули та досягнення
- Чемпіон Іспанії (5):

«Реал Мадрид»: 1996-97, 2000-01, 2002-03, 2006-07, 2007-08
- Володар Суперкубка Іспанії з футболу (4):

«Реал Мадрид»: 1997, 2001, 2003, 2008
- Володар Кубка Туреччини (1):

«Бешікташ»: 2010-11
- Переможець Ліги чемпіонів УЄФА (3):

«Реал Мадрид»: 1997-98, 1999-00, 2001-02
- Володар Міжконтинентального кубка (2):

«Реал Мадрид»: 1998, 2002
- Володар Суперкубка УЄФА (1):

«Реал Мадрид»: 2002
- Чемпіон Європи (U-18): 1995
- Чемпіон Європи (U-21): 1998